# R.I.O.
Pour les articles homonymes, voir Rio.
R.I.O. est un groupe constistué des DJ, producteurs d'eurodance Manuel Reuter et Yann Peifer (également fondateurs de Cascada), créé en 2007. Le chanteur Neal Antone, mieux connu sous le pseudonyme Tony T. devient membre du groupe en 2008 avant de le quitter en 2011.
Le groupe s'est révélé en 2008 à travers l'Europe avec Shine On. En 2011, leur titre Turn This Club Around, interprété par U-Jean, est un tube dans les pays germanophones, devenant notamment n°1 en Suisse. En 2012, leurs titres Party Shaker interprété par Nicco et Summer Jam (une reprise de The Underdog Project) connaissent un succès similaire.

## Discographie

### Albums studio
| Titre                 | Année                                                                                     | Meilleure position | Meilleure position | Meilleure position |
| Titre                 | Année                                                                                     | Allemagne          | Autriche           | Suisse             |
| --------------------- | ----------------------------------------------------------------------------------------- | ------------------ | ------------------ | ------------------ |
| Shine On (The Album)  | - Date de sortie : 19 février 2010 - Label: Zooland Records - Formats: CD, téléchargement | —                  | —                  | —                  |
| Sunshine              | - Date de sortie : 13 mai 2011 - Label: Zoo Digital - Formats: CD, téléchargement         | —                  | —                  | 49                 |
| Turn This Club Around | - Date de sortie : 2 décembre 2011 - Label: Kontor Records - Formats: CD, Téléchargement  | 66                 | 28                 | 29                 |
| Ready or Not          | - Date de sortie : 10 mai 2013 - Label: Kontor Records - Formats: CD, Téléchargement      | 47                 | 26                 | —                  |

### Singles
| Année | Single                                             | Meilleure position | Meilleure position | Meilleure position  | Meilleure position | Meilleure position | Meilleure position | Meilleure position | Album                                   |
| Année | Single                                             | Allemagne          | Autriche           | Belgique (Wallonie) | France             | Pays-Bas           | Suède              | Suisse             | Album                                   |
| ----- | -------------------------------------------------- | ------------------ | ------------------ | ------------------- | ------------------ | ------------------ | ------------------ | ------------------ | --------------------------------------- |
| 2007  | R.I.O.                                             | —                  | —                  | —                   | —                  | —                  | —                  | —                  |                                         |
| 2007  | De Janeiro                                         | —                  | —                  | —                   | —                  | 14                 | —                  | —                  | Shine On (The Album)                    |
| 2008  | Shine On                                           | 25                 | 21                 | —                   | 8                  | 43                 | 10                 | 17                 | Shine On (The Album)                    |
| 2008  | When the Sun Comes Down                            | —                  | 54                 | —                   | —                  | 22                 | —                  | 62                 | Shine On (The Album)                    |
| 2009  | After the Love                                     | 65                 | 41                 | —                   | —                  | 66                 | —                  | —                  | Shine On (The Album)                    |
| 2009  | Serenade                                           | 97                 | —                  | —                   | —                  | —                  | —                  | —                  | Shine On (The Album)                    |
| 2010  | Something About You / Watching You (feat. Liz Kay) | —                  | —                  | —                   | —                  | —                  | —                  | —                  | Shine On (The Album)                    |
| 2010  | One Heart / Can You Feel It                        | —                  | —                  | —                   | —                  | 68                 | —                  | —                  | Shine On (The Album)                    |
| 2010  | Hot Girl                                           | —                  | —                  | —                   | —                  | 90                 | —                  | —                  | Sunshine                                |
| 2011  | Like I Love You                                    | 31                 | 35                 | —                   | —                  | 29                 | —                  | 69                 | Sunshine                                |
| 2011  | Miss Sunshine                                      | 50                 | 44                 | —                   | —                  | 54                 | —                  | 43                 | Sunshine                                |
| 2011  | One More Night                                     | —                  | —                  | —                   | —                  | —                  | —                  | —                  | Sunshine                                |
| 2011  | Turn This Club Around (feat. U-Jean)               | 3                  | 5                  | —                   | 96                 | 43                 | —                  | 1                  | Turn This Club Around                   |
| 2011  | Animal (feat. U-Jean)                              | 48                 | 33                 | —                   | 111                | 47                 | —                  | 51                 | Turn This Club Around                   |
| 2012  | Party Shaker (feat. Nicco)                         | 10                 | 10                 | 28                  | 4                  | 29                 | —                  | 6                  | Turn This Club Around (Limited Edition) |
| 2012  | Summer Jam (feat. U-Jean)                          | 7                  | 2                  | —                   | 39                 | —                  | —                  | 2                  | Turn This Club Around (Limited Edition) |
| 2013  | Living in Stereo                                   | 70                 | 41                 | —                   | —                  | —                  | —                  | 32                 | Ready or Not                            |
| 2013  | Ready or Not (feat. U-Jean)                        | 54                 | 40                 | —                   | —                  | —                  | —                  | 64                 | Ready or Not                            |
| 2013  | Megamix                                            | 19                 | 19                 | —                   | —                  | —                  | —                  | —                  |                                         |
| 2013  | Komodo (Hard Nights) (feat. U-Jean)                | 58                 | 45                 | —                   | —                  | —                  | —                  | 45                 |                                         |
| 2014  | One in a Million (feat. U-Jean)                    | 51                 | 62                 | —                   | —                  | —                  | —                  | 62                 |                                         |
| 2015  | Thinking of You                                    | —                  | —                  | —                   | —                  | —                  | —                  | —                  |                                         |
| 2015  | Sun Is Up (feat. U-Jean)                           | —                  | —                  | —                   | —                  | —                  | —                  | —                  |                                         |
| 2015  | Cheers to the Club (feat. U-Jean)                  | —                  | —                  | —                   | —                  | —                  | —                  | —                  |                                         |
| 2017  | Headlong                                           | —                  | —                  | —                   | —                  | —                  | —                  | —                  |                                         |
| 2017  | The Sign (avec Vengaboys)                          | —                  | —                  | —                   | —                  | —                  | —                  | —                  |                                         |
| 2018  | Summer Eyes                                        | —                  | —                  | —                   | —                  | —                  | —                  | —                  |                                         |
| 2018  | Somebody to Love                                   | —                  | —                  | —                   | —                  | —                  | —                  | —                  |                                         |
| 2019  | Good Enough (feat. Dennis Mansfeld)                | —                  | —                  | —                   | —                  | —                  | —                  | —                  |                                         |
| 2019  | Shine On (avec Madcon)                             | —                  | —                  | —                   | —                  | —                  | —                  | —                  |                                         |
| 2019  | In Janeiro                                         | —                  | —                  | —                   | —                  | —                  | —                  | —                  |                                         |
| 2019  | Life (feat. Glasford)                              | —                  | —                  | —                   | —                  | —                  | —                  | —                  |                                         |
| 2020  | Hey Mama                                           | —                  | —                  | —                   | —                  | —                  | —                  | —                  |                                         |
| 2021  | Talk Talk Talk (avec Kyanu feat. Lena Sue)         | —                  | —                  | —                   | —                  | —                  | —                  | —                  |                                         |
| 2021  | Like I Love You (avec The Hitmen & Kyanu)          | —                  | —                  | —                   | —                  | —                  | —                  | —                  |                                         |
| 2021  | Everybody Cries (avec Cleez)                       | —                  | —                  | —                   | —                  | —                  | —                  | —                  |                                         |
| 2022  | Good Vibe (avec Kyanu)                             | —                  | —                  | —                   | —                  | —                  | —                  | —                  |                                         |
| 2022  | All My Love (avec Kyanu feat. Chris Alain)         | —                  | —                  | —                   | —                  | —                  | —                  | —                  |                                         |
| 2022  | Party Shaker (avec Kyanu & Nicco)                  | —                  | —                  | —                   | —                  | —                  | —                  | —                  |                                         |
| 2022  | Don't Stop Believin' (avec Deeperlove)             | —                  | —                  | —                   | —                  | —                  | —                  | —                  |                                         |
| 2022  | Call Me Up                                         | —                  | —                  | —                   | —                  | —                  | —                  | —                  |                                         |
| 2022  | Mallorca (avec Deeperlove feat. Jaimes)            | —                  | —                  | —                   | —                  | —                  | —                  | —                  |                                         |
| 2022  | Je Ne Sais Pas                                     | —                  | —                  | —                   | —                  | —                  | —                  | —                  |                                         |
| 2023  | Forever in Your Arms (avec Kyanu)                  | —                  | —                  | —                   | —                  | —                  | —                  | —                  |                                         |
| 2023  | Waiting For Tonight (avec HALO & Deeperlove)       | —                  | —                  | —                   | —                  | —                  | —                  | —                  |                                         |
| 2023  | Forward                                            | —                  | —                  | —                   | —                  | —                  | —                  | —                  |                                         |
| 2023  | Tonight (avec Kyanu & Nicco)                       | —                  | —                  | —                   | —                  | —                  | —                  | —                  |                                         |
| 2023  | Rise Up                                            | —                  | —                  | —                   | —                  | —                  | —                  | —                  |                                         |

### Remixes
- 2008 : Manian feat. Aila - Turn the Tide 2k8 (R.I.O. Remix)
- 2008 : Yanou - Children of the Sun (R.I.O. Remix)
- 2008 : Lowrider - Cool (R.I.O. Remix)
- 2008 : M.Y.P.D. - Mundo Samba (R.I.O. Remix)
- 2009 : Yanou - Brighter Day (R.I.O. Remix)
- 2011 : Good Vibe Crew feat. Cat - Good Vibe (R.I.O. Remix)
- 2011 : Carlprit - 1234 (R.I.O. Remix)
- 2012 : King & White feat. Cimo - Rock This Club (R.I.O. Remix)
- 2012 : Azuro feat. Elly - Je Ne Sais Pas (R.I.O. Remix)
- 2012 : ItaloBrothers - My Life Is a Party (R.I.O. Remix)
- 2012 : Miami Club feat. Nicci - Supernova (R.I.O. Remix)
- 2013 : Manian & Nicco - Tonight (R.I.O. Remix)
- 2013 : Scooter - Maria (I Like It Loud) (R.I.O. Remix)
- 2017 : Cascada - Playground (R.I.O. Remix)
- 2023 : Deeperlove & HALO - Summertime Sadness (R.I.O. Remix)
- 2023 : Deeperlove & Marc Korn - Vertigo (R.I.O. Remix)